# Tiroteo del campo de entrenamiento militar de Soloti
El tiroteo del campo de entrenamiento militar de Sotoli ocurrió el 15 de octubre de 2022 en el raión de Valuiki, óblast de Bélgorod, Rusia. Dos hombres armados abrieron fuego contra los soldados, matando a 11 personas e hirieron a otras 15.

## Tiroteo
El ataque comenzó cuando dos soldados, nativos de un país de la Comunidad de Estados Independientes (CEI), abrieron fuego contra el personal de la unidad. Después de matar a 11 e herir a 15, fueron asesinados por fuego de respuesta. El ataque ocurrió en un campo de entrenamiento militar. Según Readovka, los soldados asesinados, en su mayoría voluntarios que se preparaban para ser enviados al frente en la invasión de Ucrania, estaban pasando por una sesión de entrenamiento de fuego cuando ocurrió el tiroteo. Associated Press informó que el tiroteo ocurrió en un campo de tiro militar.
Según el Ministerio de Defensa de Rusia, "el ataque ocurrió durante una sesión de entrenamiento de fuego con voluntarios que se preparaban para una operación especial. Los terroristas de uno de los países de la CEI dispararon armas pequeñas contra el personal de la unidad, dos tiradores murieron por el fuego de respuesta". Los funcionarios dijeron que estaban abriendo una investigación criminal sobre el incidente.

## Atacantes
El sitio web de medios rusos ASTRA informó que los atacantes eran ciudadanos musulmanes tayikos y que habían discutido con otros soldados si la guerra en Ucrania era "sagrada" (la posición de los tayikos es que la única guerra justa sería la que libraran musulmanes contra los infieles). Cometieron los asesinatos después de que un teniente coronel supuestamente describiera a Alá como un "débil" y un "cobarde". Una "fuente cercana al comité de investigación" le dijo a RBK que los perpetradores nacieron en 1998 y 1999. El padre de uno de los presuntos tiradores confirmó a Radio Free Europe/Radio Liberty que su hijo había muerto durante el fin de semana en que ocurrió el tiroteo. El hermano del tirador dijo a Radio Free Europe/Radio Liberty que su hermano era un "migrante común" que emigró a Moscú desde el sur de Tayikistán varios meses antes. El Ministerio de Relaciones Exteriores de Tayikistán dijo que estaba investigando informes de que sus ciudadanos estaban involucrados en el ataque.